# فتاة، امرأة، أخرى
فتاة، امرأة، أخرى هي رواية صدرت عام 2019 للكاتبة والمؤلِّفة برناردين إيفاريستو. تتبعُ الرواية حياة 12 شخصية خلال عدة عقود من الزمن في المملكة المتحدة.

## نظرة عامة
ليس لهذه الرواية قصّةٌ بعينها؛ بل تتبعُ في كل فصلٍ من فصول الكتاب حياة أحد الشخصيات الـ 12 (معظمهم من النساء السود). على الرغم من أن لكل شخصية فصلٌ خاصٌ بها على مدار فترة زمنية معينة؛ إلا أن حياة الكل تتشابك بطرق عديدة وذلك عبرَ الأصدقاء أو الأقارب أو المعارف وهكذا. ركّزت الكاتبة في روايتها هذه على بعض الموضوعات والتي حاولت استكشافها أو لفتَ الانتباه لها وعلى رأسها النسويّة، السياسة، الأبوية ومفهوم النجاح والعلاقات وحتّى الجنس.

## الاستقبال

### الاستجابة النقديّة
أفاد موقع بوك ماركس (بالإنجليزية: Book Marks)‏ الخاص بمجمّع المراجعة أن 50% من النقاد أعطوا الكتاب «تقييمًا هزيلًا» في حين أعرب الـ 50% المتبقون عن «انطباعات إيجابية».
كتبتْ إميلي رودس من الفاينانشيال تايمز: «إيفاريستو تكتبُ بحساسية عن الطريقة التي نُربِّي بها الأطفال؛ وكيف نتابع مهنهم وكيف نحزن وكيف نحب.» بينما كتبت جوانا توماس كور من صنداي تايمز: «... إنها رواية جيّدة؛ فهي مزيجٌ من النثر والشعر وتتحدثُ عن الكفاح والشوق والصراعات عبر قصص 12 شخصيّة معظمهنّ من النساء السود.»

### الجوائز
فازت رواية فتاة، امرأة، أخرى بجائزة بوكر الأدبيّة لعام 2019 بالمناصفة مع رواية الوصايا للكاتبة مارغريت أتوود؛ كما رُشّجت لجائزة غوردون بيرن لعام 2019 أيضًا.